# Национален столичен окръг (Папуа Нова Гвинея)
Национален столичен окръг (на английски: National Capital District) е урбанизираната територия на Порт Морсби и неговите предградия. Населените пунктове, влизащи в състава на окръга са: Коки, Конедобу, Нютаун, Бадили, Габуту, Кила, Матирого, Фримайл, Каугере, Сабама, Коробозеа, Хохола, Хохола-Норд, Бороко, Гордонс, Гордонс-Норд, Ерима, Вайгани, Мората, Сарага и Гереху. В състава на окръга влиза и най-голямото село на Папуа Нова Гвинея – Хануабада.